# Rubén Guevara
Rubén Elías Guevara futbolista panameño de grandes cualidades rápido veloz fue de los futbolistas más rentables para la liga salvadoreña fue compañero de ataque de Rene Mendieta otro futbolista panameño, ambos recordados por su disciplina y efectividad, retirado.

## Trayectoria

### Como Futbolista
| Club            | País   | Año                                                                          |
| --------------- | ------ | ---------------------------------------------------------------------------- |
| León de Huánuco | Perú   | 1993 - 1994 equipo reserva en dicho equipo peruano o equipo B en el año 1995 |
| Tauro FC        | Panamá | 1996 - 1998                                                                  |

Divisiones Inferiores en: Union San Miguelito (Panama)  años 1983 a 1987                                                                                    En Mayores: Año 1988 Cojutepeque (El Salvador)                                                                                                            Años 1989 a 1993 Tauro Fútbol Club (Panamá)                                                                                                          Años 1993-1994 León de Huanuco (Perú) alternando equipo A principal y reserva B                                                                       Años 1994-1998 Tauro Fútbol Club (Panama)                                                                                                          Años 1999-2001 San Francisco Fútbol Club (Panama)

### Como entrenador
| Club             | País   | Año         |
| ---------------- | ------ | ----------- |
| Tauro FC         | Panamá | 2006        |
| San Francisco FC | Panamá | 2007 - 2008 |
| Alianza FC       | Panamá | 2008 - 2009 |
| San Francisco FC | Panamá | 2009 - 2010 |
| CD Plaza Amador  | Panamá | 2010 - 2011 |
| Río Abajo FC     | Panamá | 2011 - 2012 |
| Millenium FC     | Panamá | 2013 - 2014 |
| Río Abajo FC     | Panamá | 2014 - 2015 |

## Palmarés

### Campeonatos nacionales
| Título  | Club     | País   | Año        |
| ------- | -------- | ------ | ---------- |
| Anaprof | Tauro FC | Panamá | 1997- 1998 |

### Distinciones individuales
| Distinción          | Año  |
| ------------------- | ---- |
| Jugador Más Valioso | 1997 |

### Participaciones internacionales
| Evento                    | Club   | País      | Año  |
| ------------------------- | ------ | --------- | ---- |
| Copa Uncaf 1997           | Panamá | Guatemala | 1997 |
| Eliminatorias Francia '98 | Panamá | Panamá    | 1996 |
| Eliminatorias USA '94     | Panamá | Panamá    | 1992 |
| Eliminatorias Italia '90  | Panamá | Panamá    | 1988 |
| Eliminatorias México '86  | Panamá | Panamá    | 1984 |

### Goles internacionales
Resultados listan goles de Panamá primero.
| N. | Fecha                   | Estadio                                               | Rival | Score | Final | Competición               |
| -- | ----------------------- | ----------------------------------------------------- | ----- | ----- | ----- | ------------------------- |
| 1. | 2 de junio de 1996      | Marion Jones Sports Complex, Ciudad de Belice, Belice |       | 1–1   | 2-1   | Eliminatorias Francia '98 |
| 2. | 15 de diciembre de 1996 | Estadio Rommel Fernández, Panamá, Panamá              |       | 2–0   | 3-1   | Eliminatorias Francia '98 |
| 3. | 30 de marzo de 1997     | Estadio Rommel Fernández, Panamá, Panamá              |       | 1–0   | 1-0   | Copa Uncaf 1997           |